# Llengües oguz

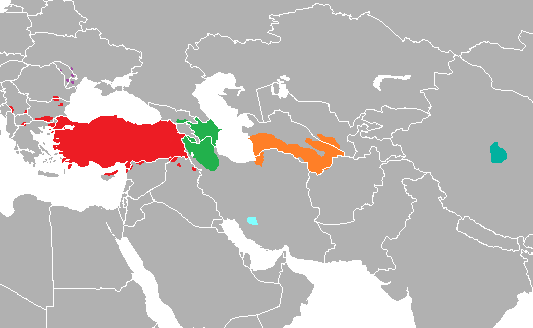
Turc
Gagaús
Turc àzeri
Llengües turqueses de l'Iran
Turcman
Salar

Les llengües oguz o llengües turqueses sud-occidentals són una de les sis principals branques en les quals es divideixen les llengües turqueses. El terme oguz (del turc oğuz, 'tribu') es refereix als pobles que, a partir de l'Àsia central, on encara romanen, es van estendre a l'Orient Mitjà amb l'Imperi Seljúcida i van donar lloc més tard als turcs otomans, amb què van arribar fins als Balcans.
La taula següent es basa en la classificació de Lars Johanson (1998) per a aquesta família lingüística:
| Prototurquès | Turquès oguz | Oguz occidental | Oguz occidental | - Turc modern - Gagaús - Àzeri                                      |
| Prototurquès | Turquès oguz | Oguz oriental   | Oguz oriental   | - Turcman - Turc de Khorasan                                        |
| Prototurquès | Turquès oguz | Oguz meridional | Oguz meridional | - Afxar - Dialectes iranians com el qaixqai, sonqori, aynallu, etc. | Més a l'est, la llengua salar és parlada per unes 70.000 persones a la Xina. L'extinta llengua dels petxenegs era probablement oguz, però està poc estudiada i és difícil de classificar-la dins les branques oguz.
L'idioma tàtar de Crimea és del grup kiptxak però ha estat fortament influït per les llengües oguz.

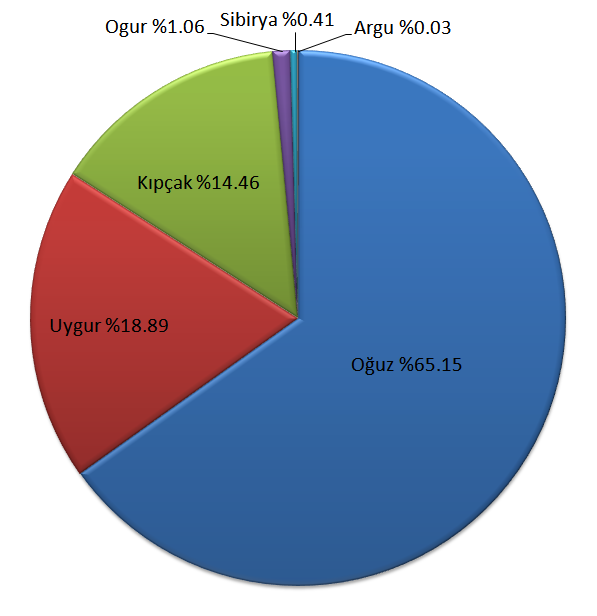
Proporció de parlants de les llengües oguz (en blau) en el conjunt de les llengües turqueses.

## Parlants
| Llengua          | Parlants     | Territori |
| Turc             | 88 milions   | Turquia, 72 milions; Balcans, 2,5 milions; Xipre, 265.000; Rússia, 800.000; Alemanya, 4,5 milions; altres països d'Europa, 4 milions |
| Gagaús           | 250.000      | Moldàvia, 170.000; Balcans, 30.000; Ucraïna, 20.000; Bulgària, 10.000                                                                |
| Àzeri            | 31 milions   | Iran, 18 milions; Azerbaidjan, 9 milions; Turquia, 800.000; Rússia, 622.000; Geòrgia, 290.000; turcmans de l'Iraq, 2.200.000         |
| Turcman          | 8 milions    | Turkmenistan, 6,1 milions; Iran, 2 milions; Afganistan, 900.000; Uzbekistan, 250.000                                                 |
| Turc de Khorasan | 1.400.000    | Iran (Khorasan) |
| Qaixqai          | 1,5 milions  | Iran (províncies de Fars i Khuzestan)                                                                                                |
| Aynallu          | 7.000        | Iran (províncies de Markazi, Ardabil i Zanjan)                                                                                       |
| Afxar            | 300.000      | Afganistan (Kabul, Herat), Iran nord-oriental                                                                                        |
| Salar            | 140.000      | República Popular de la Xina (Qinghai i Gansu)                                                                                       |
| Total            | ~149.000.000 | |

## Caràcters distintius
- Ensordiment de les consonants oclusives davant les vocals anteriors (per exemple gör- < kör- 'veure')
- Pèrdua de q/ɣ després de ɯ/o (per exemple quru < quruq 'sec', sarɯ < sarɯɣ 'groc')
- Canvi en la forma del participi, de -gan- a -an-

## Comparació lèxica
Els numerals en les diferents llengües turqueses oguz són els següents:
| NOMBRE | Occidental  | Occidental | Occidental | Oriental | Meridional | PROTO- OGUZ    | Khalaj (argu) |
| NOMBRE | Turc modern | Gagaús     | Àzeri      | Turcman  | Qaixqai    | PROTO- OGUZ    | Khalaj (argu) |
| ------ | ----------- | ---------- | ---------- | -------- | ---------- | -------------- | ------------- |
| '1'    | bir         | bir        | bir        | bir      | biːɹ       | *bi(ː)r        | biː           |
| '2'    | iki         | iki        | iki        | iki      | ɪˀkkʰe     | *ik(k)i ik(k)i | ækki          |
| '3'    | ytʃ üç      | ytʃ        | ytʃ        | ytʃ      | ʏtʃ/ɪːtʃ   | *ytʃ *üč       | yʃ            |
| '4'    | dœrt dört   | dørt       | dørt       | dœːrt    | dørd̥       | *dørt *dört    | tœːɾt         |
| '5'    | beʃ beş     | beʃ        | beʃ        | bæːʃ     | bɪeːʃ      | *beʃ *beš      | beːʃ          |
| '6'    | altɯ altı   | ɑltɨ       | altɯ       | ɑltɨ     | ˀɑltoᶷ     | *altɯ *altı    | alta          |
| '7'    | jedi yedi   | jedi       | jeddi      | jedi     | jeˀdde     | *jeddi *yeddi  | jeːtti        |
| '8'    | sekiz       | segiz      | sækkiz     | θekið    | sækkʰɪz̥    | *sekkiz *segiz | sækkiz        |
| '9'    | dokuz       | dokuz      | dogguz     | dɔquð    | doqqoᶷz̥    | *toqquz        | toqquz        |
| '10'   | on          | on         | on         | ɔːn      | ᶷon        | *on *on        | oːn           |